# Павловка (Новичихинський район)
Па́вловка (рос. Павловка) — село у складі Новичихинського району Алтайського краю, Росія. Входить до складу Солоновської сільської ради.

## Населення
Населення — 372 особи (2010; 480 у 2002).
Національний склад (станом на 2002 рік):
- росіяни — 98 %